# Menhaden de l'Atlàntic
El menhaden de l'Atlàntic (Brevoortia tyrannus) és una espècie de peix pertanyent a la família dels clupeids.

## Descripció
- Pot arribar a fer 50 cm de llargària màxima.
- Cos ovalat.
- 18-24 radis tous a l'aleta dorsal i 18-24 a l'anal.
- Color blavós amb taques negres (una a l'opercle i la resta repartides pel dors).[4][5]

## Reproducció
Té lloc durant tot l'any i les larves són pelàgiques.

## Alimentació
Menja fitoplàncton (diatomees), zooplàncton (crustacis petits i anèl·lids) i detritus.

## Paràsits
És parasitat per isòpodes, copèpodes, cestodes i trematodes.

## Depredadors
Als Estats Units és depredat pel llobarro atlàntic ratllat (Morone saxatilis), el corball reial (Cynoscion regalis), la tonyina d'aleta blava (Thunnus thynnus), l'emperador (Xiphias gladius), el tallahams (Pomatomus saltator), el tauró sedós (Carcharhinus falciformis), el solraig (Isurus oxyrinchus), l'agullat (Squalus acanthias) i el tauró gris (Carcharhinus plumbeus).

## Hàbitat
És un peix marí i d'aigua salabrosa, pelàgic-nerític, oceanòdrom i de clima subtropical (46°N-30°N, 81°W-64°W) que viu entre 0-50 m de fondària.

## Distribució geogràfica
Es troba a l'Atlàntic occidental: des de Nova Escòcia (el Canadà) fins a Indian River (Florida, els Estats Units).

## Ús comercial
Es comercialitza fresc, en salaó, en conserva o fumat. També és emprat per a produir oli, fertilitzants i farina de peix.

## Estat de conservació
No apareix a la Llista Vermella de la UICN, la qual cosa vol dir que es troba fora de perill d'extinció.

## Observacions
És inofensiu per als humans.